# Prémio Kyōka Izumi de Literatura
O Prémio (português europeu) ou Prêmio Kyōka Izumi de Literatura (português brasileiro) (泉鏡花文学賞, Izumi Kyōka Bungaku Shō) é um prémio litérario japonês criado em homenagem ao centésimo aniversário do escritor nipónico Kyōka Izumi. É atribuído na cidade de Kanazawa, onde o autor nasceu.

## Vencedores

### 1.ª a 10.ª
| Edição (ano) | Vencedor                                     | Obra                                                     |
| ------------ | -------------------------------------------- | -------------------------------------------------------- |
| 1.ª (1973)   | Ryō Hanmura                                  | Musubi no Yama Hiroku (産霊山秘録)                       |
| 1.ª (1973)   | Toshio Moriuchi                              | Tobu Kage (翔ぶ影)                                       |
| 2.ª (1974)   | Hideo Nakai (artigo na Wikipédia em japonês) | Akumu no Karuta (悪夢の骨牌)                             |
| 3.ª (1975)   | Mori Mari                                    | Amai Mitsu no Heya (甘い蜜の部屋)                        |
| 4.ª (1976)   | Takako Takahashi                             | Yūwakusha (誘惑者)                                       |
| 5.ª (1977)   | Takehiro Irokawa                             | Ayashii Raikyakubo (怪しい来客簿)                        |
| 5.ª (1977)   | Yūko Tsushima                                | Kusa no Fushido (草の臥所)                               |
| 6.ª (1978)   | Jūzou Kara (artigo na Wikipédia em japonês)  | Hitode, Kappa (海星・河童（ひとで・かっぱ）)             |
| 7.ª (1979)   | Taku Mayumura                                | Shōmetsu no Kōrin (消滅の光輪)                           |
| 7.ª (1979)   | Mieko Kanai                                  | Platon-teki Ren'ai (プラトン的恋愛, Puraton-teki Ren'ai) |
| 8.ª (1980)   | Kunio Shimizu                                | Waga Tamashii wa Kagayaku Mizu Nari (わが魂は輝く水なり) |
| 8.ª (1980)   | Makiko Mori (artigo na Wikipédia em japonês) | Yuki Onna (雪女)                                         |
| 9.ª (1981)   | Tatsuhiko Shibusawa                          | Karakusa Monogatari (唐草物語)                           |
| 9.ª (1981)   | Yasutaka Tsutsui                             | Kyojin-tachi (虚人たち)                                  |
| 10.ª (1982)  | Keizo Hino                                   | Hōyō (抱擁)                                              |

### 11.ª a 20.ª
| Edição (ano) | Vencedor                                               | Obra                                                 |
| ------------ | ------------------------------------------------------ | ---------------------------------------------------- |
| 11.ª (1983)  | Kazuko Saegusa (artigo na Wikipédia em japonês)        | Onidomo no Yoru wa Fukai (鬼どもの夜は深い)          |
| 11.ª (1983)  | Haku Kohiyama (artigo na Wikipédia em japonês)         | Hikaru Onna (光る女)                                 |
| 12.ª (1984)  | Akae Baku                                              | Kaikyô (海峡)                                        |
| 12.ª (1984)  | Akae Baku                                              | Yakumo ga Koroshita (八雲が殺した)                   |
| 13.ª (1985)  | Shunzô Miyawaki (artigo na Wikipédia em japonês)       | Satsui no Fūkei (殺意の風景)                         |
| 14.ª (1986)  | Mizuko Masuda                                          | Single Seru (シングル・セル, Shinguru Seru)          |
| 15.ª (1987)  | Yumiko Kurahashi                                       | Amanon koku ôkanki (アマノン国往還記)                |
| 15.ª (1987)  | Hideo Asaine (artigo na Wikipédia em japonês)          | Shûji no Hôrô (シュージの放浪)                       |
| 16.ª (1988)  | Tsumao Awasaka (artigo na Wikipédia em japonês)        | Oriduru (折鶴)                                       |
| 16.ª (1988)  | Banana Yoshimoto                                       | Predefinição:Japonês''Moonlight Shadow''             |
| 17.ª (1989)  | Taka Isawa (artigo na Wikipédia em japonês)            | Nowaki Sakaba (野分酒場)                             |
| 17.ª (1989)  | Aiko Kitahara (artigo na Wikipédia em japonês)         | Fukagawa Mio-dôri Kidobangoya (深川澪通り木戸番小屋) |
| 18.ª (1990)  | Jôkichi Hikage (artigo na Wikipédia em japonês)        | Doro Kisha (泥汽車)                                  |
| 19.ª (1991)  | Enjeru Ui ou Angel Ui (artigo na Wikipédia em japonês) | Odorô, Maya (踊ろう・マヤ)                           |
| 20.ª (1992)  | Megumu Sagisawa                                        | Kakeru Shônen (駆ける少年)                           |
| 20.ª (1992)  | Masahiko Shimada                                       | Higan Sensei (彼岸先生)                              |

### 21.ª a 30.ª
| Edição (ano) | Vencedor                                       | Obra |
| ------------ | ---------------------------------------------- | --- |
| 21.ª (1993)  | Michiko Yamamoto                               | Mofuku no Ko (喪服の子) |
| 22.ª (1994)  | (sem obras)                                    | (sem obras) |
| 23.ª (1995)  | Akira Tsuji (artigo na Wikipédia em japonês)   | Yume no Hōi (夢の方位) |
| 24.ª (1996)  | Miri Yū                                        | Full House (フルハウス, Furu hausu) |
| 24.ª (1996)  | Eimi Yamada                                    | Animal Logic (アニマル・ ロジック, Animaru rojikku) |
| 25.ª (1997)  | Tomomi Muramatsu                               | Kamakura no Obasan (鎌倉のおばさん) |
| 25.ª (1997)  | Natsuhiko Kyōgoku                              | Warau Iemon (嗤う伊右衛門) |
| 26.ª (1998)  | Seiko Tanabe                                   | Dōton-bori no ame ni wakarete irai nari - Senryū sakka Kishimoto Suifu to sono jidai (道頓堀の雨に別れて以来なり──川柳作家・岸本水府とその時代)                        |
| 27.ª (1999)  | Tomoko Yoshida                                 | Hako no Otto (箱の夫) |
| 27.ª (1999)  | Suehiro Tanemura                               | Tanemura Suehiro no Neo-Labyrinthos "Gensō no Eros (種村季弘のネオ・ラビリントス「幻想のエロス」, Tanemura Suehiro no Neo rabirintosu "Gensō no Erosu") e outras obras |
| 28.ª (2000)  | Yōko Tawada                                    | Hinagiku no Ocha no Baai (ヒナギクのお茶の場合) |
| 29.ª (2001)  | Teruhiko Kuze (artigo na Wikipédia em japonês) | Shōshōkan Nichiroku (蕭々館日録) |
| 29.ª (2001)  | Shōno Yoriko                                   | Yūkai Morimusume? Ibun (幽界森娘異聞) |
| 30.ª (2002)  | Akiyuki Nosaka                                 | "Bundan" oyobi sore ni itaru bungyō (「文壇」およびそれに至る文業) |

### 31.ª a 40.ª
| Edição (ano) | Vencedor                                     | Obra                                                                           |
| ------------ | -------------------------------------------- | ------------------------------------------------------------------------------ |
| 31.ª (2003)  | Saiichi Maruya                               | Kagayaku Hi no Miya (輝く日の宮)                                               |
| 31.ª (2003)  | Natsuo Kirino                                | Grotesque (グロテスク, Gurotesuku)                                             |
| 32.ª (2004)  | Yōko Ogawa                                   | Burafuman no Maisō (ブラフマンの埋葬)                                          |
| 33.ª (2005)  | Michiko Ryō (artigo na Wikipédia em japonês) | Rakuen no Tori - Karukatta Gensōkyoku (楽園の鳥–カルカッタ幻想曲–)             |
| 34.ª (2006)  | Kōzaburō Arashiyama                          | Akutō Bashō (悪党芭蕉)                                                         |
| 35.ª (2007)  | Wahei Tatematsu                              | Dōgen Zenji (道元禅師)                                                         |
| 35.ª (2007)  | Fujio Ōtaka                                  | Kyōka Koiuta (鏡花恋唄) - (nota: prémio especial)                              |
| 36.ª (2008)  | Keishi Nagi (artigo na Wikipédia em japonês) | Kusa Suberi (草すべり) e outros contos                                         |
| 36.ª (2008)  | Tadanori Yokoo                               | Blue Land (ぶるうらんど, Buruu Rando)                                          |
| 37.ª (2009)  | Akane Chihaya                                | Iogami (魚神)                                                                  |
| 38.ª (2010)  | Masahiro Shinoda                             | Kawaramono no susume, shie to shura no kioku (河原者ノススメ―死穢と修羅の記憶) |
| 39.ª (2011)  | Jakuchō Setouchi                             | Fūkei (風景)                                                                   |
| 39.ª (2011)  | Baku Yumemakura                              | Ōedo Chōkakuden (大江戸釣客伝)                                                 |
| 40.ª (2012)  | Mitsuyo Kakuta                               | Kanata no Ko (かなたの子)                                                      |

### 41.ª a 50.ª
| Edição (ano) | Vencedor                                             | Obra                                                      |
| ------------ | ---------------------------------------------------- | --------------------------------------------------------- |
| 41.ª (2013)  | Ken’ichirō Isozaki (artigo na Wikipédia em japonês)  | Ōko Raikon (往古来今)                                     |
| 42.ª (2014)  | Kyōko Nakajima                                       | Tsuma ga Shiitake datta Koro (妻が椎茸だったころ)         |
| 42.ª (2014)  | Masayo Koike (artigo na Wikipédia em japonês)        | Tamamono (たまもの)                                       |
| 43.ª (2015)  | Mayumi Nagano (artigo na Wikipédia em japonês)       | Meido ari (冥途あり)                                      |
| 43.ª (2015)  | Katsuyuki Shinohara (artigo na Wikipédia em japonês) | Koppū (骨風)                                              |
| 44.ª (2016)  | Hiromi Kawakami                                      | Ōkina tori ni sarawarenai yō (大きな鳥にさらわれないよう) |
| 45.ª (2017)  | Rieko Matsuura                                       | Saiai no kodomo (最愛の子ども)                            |
| 46.ª (2018)  | Yūko Yamao (artigo na Wikipédia em japonês)          | Tobu Kujaku (飛ぶ孔雀)                                    |
| 47.ª (2019)  | Shin'ya Tanaka (artigo na Wikipédia em japonês)      | Hiyoko Taiyō (ひよこ太陽)                                 |
| 48.ª (2020)  | Nobuko Takagi                                        | Shōsetsu Ise Monogatari Narihira (小説伊勢物語業平)       |
| 49.ª (2021)  | Kiyoko Murata                                        | Ane no shima (姉の島)                                     |